# Bato (Camarines Sur)
Bato è una municipalità di quarta classe delle Filippine, situata nella Provincia di Camarines Sur, nella Regione del Bicol.
Bato è formata da 33 baranggay:
- Agos
- Bacolod
- Buluang
- Caricot
- Cawacagan
- Cotmon
- Cristo Rey
- Del Rosario
- Divina Pastora (Pob.)
- Goyudan
- Lobong
- Lubigan
- Mainit
- Manga (Mangga)
- Masoli
- Neighborhood
- Niño Jesus

- Pagatpatan
- Palo
- Payak
- Sagrada (Sagrada Familia)
- Salvacion
- San Isidro (Pob.)
- San Juan
- San Miguel
- San Rafael (Pob.)
- San Roque
- San Vicente
- Santa Cruz (Pob.)
- Santiago (Pob.)
- Sooc
- Tagpolo
- Tres Reyes (Pob.)